# Mesochorus ichneutese
Mesochorus ichneutese là một loài tò vò trong họ Ichneumonidae.